# Jan Jurečič
Jan Jurečič, né le 26 octobre 1994 à Novo mesto, est un handballeur professionnel slovène.
Il mesure 1,86 m et pèse 80 kg. Il joue au poste d'ailier droit pour le club du Trimo Trebnje depuis la saison 2022-2023. 

## Biographie
Originaire de Novo mesto, Jan Jurečič intègre le centre de formation de sa ville natale le MRK Krka. En 2017 il signe pour deux saisons dans le plus grand club de Slovénie le RK Celje puis il signera en 2019 pour le club français de Dunkerque HGL.

## Palmarès
- Championnat de Slovénie
  - Vainqueur (2) : 2018, 2019
- Coupe de Slovénie
  - Vainqueur (2) : 2018, 2024